# Fabián Torres Cuello
 Fabián Andrés Torres Cuello  (Copiapó, Chile, 27 de abril de 1989) es un futbolista chileno. Juega como defensa y su actual club es Deportes Copiapó de la Primera B de Chile

## Trayectoria
Cuando en 2007 subió al primer equipo no fue tomado en cuenta, por lo que en el 2008 comenzando la temporada el DT Osvaldo "Arica" Hurtado del en ese momento ascendido Provincial Osorno lo pidió para disputar la temporada 2008 siendo este su debut en el profesionalismo. A principios de 2009 vuelve a la Universidad de Chile pero inmediatamente es enviado a préstamo a Deportes Iberia.
Ha sido parte de la Selección "sparring" y participó en la preparación de la Selección Sub-20 rumbo al Mundial de Egipto 2009. Además fue nominado por Ivo Basay para el Sudamericano clasificatorio a dicho mundial, en el que finalmente quedaron eliminados. El año 2011, el jugador, vuelve a Iberia de Los Ángeles, teniendo una gran continuidad y siendo un factor fundamental en el equipo. El año 2012 fue uno de los mejores jugadores del campeonato, manteniéndose para el año 2013 en el equipo con el cual conseguiría el tricampeonato y ascenso para el año 2014

## Clubes
| Club                 | País  | Año       |
| -------------------- | ----- | --------- |
| Universidad de Chile | Chile | 2007      |
| Provincial Osorno    | Chile | 2008      |
| Iberia               | Chile | 2009      |
| Universidad de Chile | Chile | 2010      |
| Iberia               | Chile | 2011-2017 |
| Coquimbo Unido       | Chile | 2017-2018 |
| Audax Italiano       | Chile | 2018-2024 |

## Títulos

### Campeonatos nacionales
| Título           | Equipo                | País  | Año       |
| ---------------- | --------------------- | ----- | --------- |
| Segunda División | Iberia de Los Ángeles | Chile | 2012      |
| Segunda División | Iberia de Los Ángeles | Chile | 2013      |
| Segunda División | Iberia de Los Ángeles | Chile | 2013-2014 |